# Ампаро
Ампа́ро (ісп. amparo — покровительство, захист, допомога) — процедура, в основному, ідентична з процедурою лат. habeas corpus (оскарження законності арешту в суді). Процедура носить індивідуальний характер.
Інститут «ампаро» (судовий захист) існує і як конституційна норма в деяких латиноамериканських країнах (Мексика, Еквадор, Перу та ін.).
Вперше процедура ампаро була впроваджена в 1857 році в Конституції Мексики.
Конституційний контроль може здійснюватися судами різних інстанцій за публічним позовом. Об'єктом позову є скарга на порушення конституційних прав особи. Рішення суду є індивідуальним і не формулює право або загальні норми для аналогічних справ. Суд не може визнати не чинним правовий акт, що не відповідає конституції.

Процедура ампаро, як правило, проводиться верховним або конституційним судом та виконує подвійну захисну мету: вона захищає громадянина та його основні гарантії; а також захищає саму конституцію, гарантуючи, що її принципи не порушені актами чи діями держави, що підривають основні права, проголошені в ній. Вона нагадує в деяких рисах такі конституційні засоби, як судова ухвала про захист у Бразилії та конституційна скарга в Німеччині.
У багатьох країнах процедура Ампаро призначена для захисту всіх прав, які не захищені ні конституцією, ні спеціальним законом з конституційним статусом, наприклад, право на фізичну свободу, яка може бути захищена по Хабеас корпус. Таким чином, у той час, як Хабеас корпус гарантує фізичну свободу, а Хабеас дата захищає декларація про недоторканність особистої інформації, ампаро захищає інші основні права. Таким чином, їй може скористатися будь-яка людина, яка вважає, що якесь із її прав, що охороняються конституцією або іншим законом (або ратифікованим міжнародним договором), явно чи неявно порушується